# ヨハン・ペーター・エッカーマン

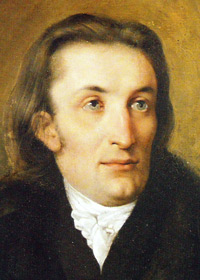
ヨハン・ペーター・エッカーマン（ヨハン・ヨーゼフ・シュメラーによる肖像画、1824年）

ヨハン・ペーター・エッカーマン（ドイツ語: Johann Peter Eckermann、1792年9月21日 - 1854年12月3日）は、ドイツの詩人・作家である。ゲーテの後半生に深い交流を行い、『ゲーテとの対話』を発表した。

## 生涯
ドイツ北西部のハノーファー選帝侯国（現・ニーダーザクセン州）北部のエルベ川河口近くのヴィンゼン（ルーエ）（現・ハールブルク郡ヴィンゼン市）に生まれた。低い身分の家柄で、貧困のうちに育った。ナポレオン戦争に志願兵として従軍した後に、ハノーファーの陸軍省から秘書へ任命された。1817年、25歳ながらハノーファーのギムナジウムへ通うことが可能になり、その後ゲッティンゲン大学に進学したが、1年間法学を学んだ後1822年に当地を去った。
翌23年、ゲーテに「詩に対する寄稿論文」（ドイツ語: Beiträge zur Poesie）の草稿を送ったことでゲーテの知遇を得た。その後すぐにヴァイマルへ移り家庭教師として身を立てた。その後数年間、ヴァイマル大公の息子も指導した。1830年4月にはゲーテの息子・アウグストとイタリア旅行をしたが、10月にアウグストはローマで亡くなった。1838年にはザクセン＝ヴァイマル＝アイゼナハ大公国の評議員の肩書きを与えられ、大公妃の司書に任命された。1854年12月3日にヴァイマルで死去した。

## 著作
『ゲーテとの対話』（第1巻・第2巻1836年、第3巻1848年）は、ヨーロッパの主な言語でも翻訳された。英訳版は、マーガレット・フラー版、ボストン、1839年／ジョン・オクセンフォード版、ロンドン、1850年 がある。ゲーテはエッカーマンに彼の『遺作』（ドイツ語: Nachgelassene Schriften、1832年 - 1833年）の刊行を一任した、エッカーマンはフリードリヒ・ヴィルヘルム・リーマーと共に1839年から1840年にかけ刊行された「ゲーテ全集」（全40巻）の共編者でもあった。
『ゲーテとの対話』と「詩に対する寄稿論文」の他には1巻の詩集（独: Gedichte）を1838年に刊行している。
- Johann Peter Eckermann: Gespräche mit Goethe in den letzten Jahren seines Lebens. Brockhaus, Leipzig 1836-1848.
  - Erster Theil. Brockhaus, Leipzig 1836. (Erster Teil)
  - Zweyter Theil. Brockhaus, Leipzig 1836. (Zweiter Teil)
  - Dritter Theil. Brockhaus, Leipzig 1848. (Dritter Teil)

### 日本語訳
- 『ゲエテとの対話 第1・2・3』 ヨオハン・ペエテル・エツケルマン、亀尾英四郎訳、春陽堂、1922-27年　 
  - 『ゲエテとの対話 抄』エツケルマン、亀尾英四郎訳、岩波文庫、1927年、完訳版（上中下）、1951年。Amazon Kindle版がある（上妻純一郎 編、現行仮名に改訂）
- 『ゲーテ対話の書』エッカーマン、神保光太郎訳、改造社（上下）、1937年。日本社（全3巻）、1948年
  - 『ゲーテとの対話』 神保光太郎訳、角川文庫（上下）、1965年
- 『ゲーテとの対話』 奥津彦重訳、「ゲーテ全集 第59・60巻」丁字屋書店 1948-49年。旧・河出文庫（全4巻）1954-56年
- 『ゲーテ全集11　ゲーテとの対話抄』 伊藤武雄訳、人文書院、1961年
- 『ゲーテ対話録』 ビーダーマン兄弟 編、大野俊一・菊池栄一・国松孝二・高橋義孝ほか訳、白水社（全5巻）、1962-70年。後半部に収録
- 『ゲーテとの対話』エッカーマン、山下肇訳、岩波文庫（上中下）、1968-69年（ワイド版2001年）、改版2012年（現行版で、電子書籍も刊）

### 関連文献
- 『もう一人のゲーテ　アウグストの旅日記』（藤代幸一・石川康子訳、法政大学出版局、2001年）。エッカーマン自身の書簡・手記も収録

### 引用した著作・コミック
- 水木しげる『ゲゲゲのゲーテ』 双葉新書、2015年、のち電子書籍版：双葉文庫[注釈 1]
- 『ゲーテとの対話』バラエティ・アートワークス企画・画／まんがで読破：イースト・プレス、2010年